# Praia
Praia (von portugiesisch Strand) ist die Hauptstadt der Republik Kap Verde und liegt auf der Insel Santiago.
Mit rund 140.000 Einwohnern ist Praia die größte Stadt des Landes und das wirtschaftliche Zentrum der Inseln. Vor etwa 20 Jahren waren es noch rund 70.000 Einwohner, somit hat sich die Bevölkerungszahl in zwei Jahrzehnten fast verdoppelt.
Praia ist Sitz des römisch-katholischen Bistums Santiago de Cabo Verde.

## Geschichte

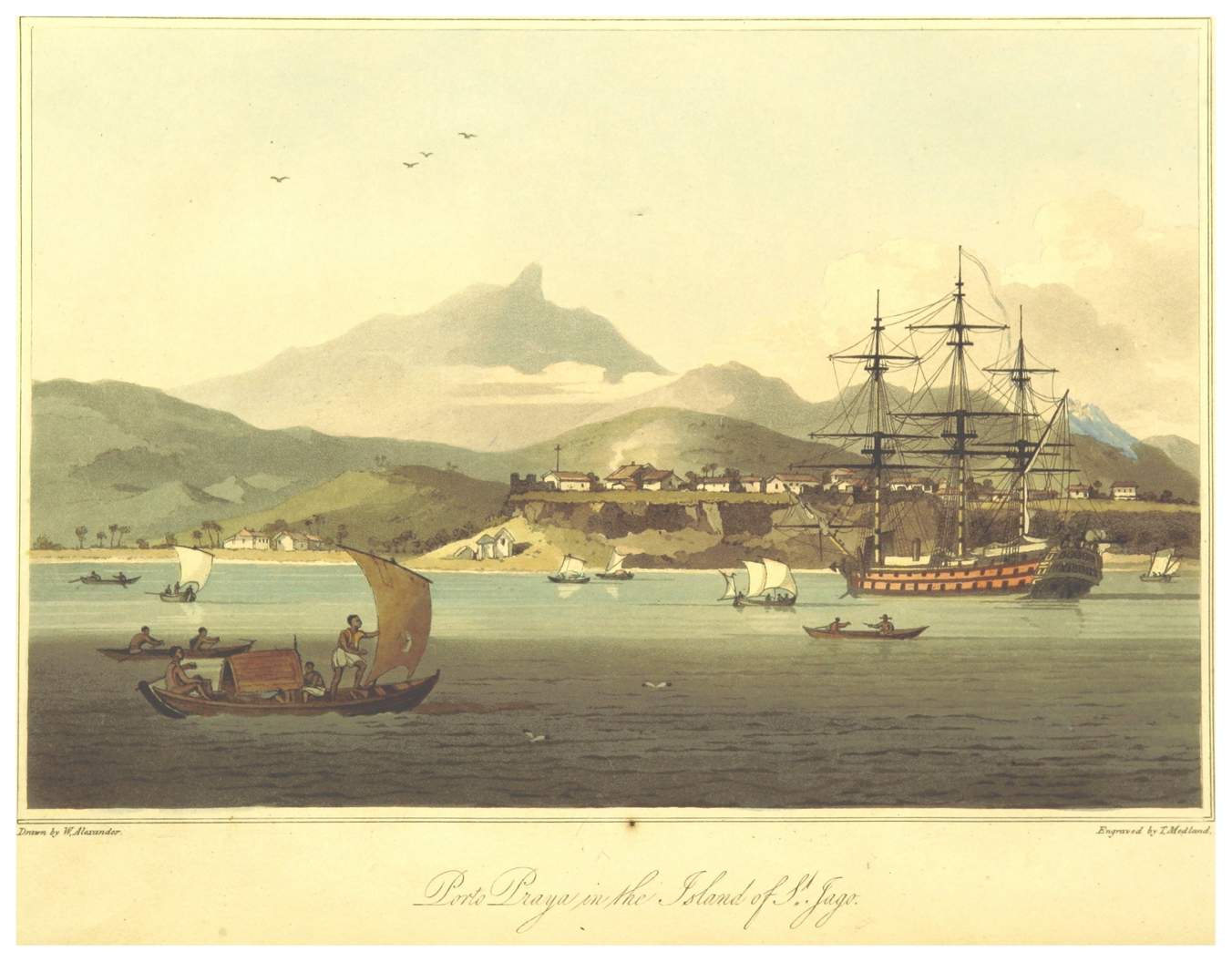
Praia im Jahre 1792

Auf dem Felsplateau, auf dem sich heute das historische Zentrum Praias befindet, wurde 1615 das Dorf Santa Maria gegründet. An dem Strand (portugiesisch: praia), der heute unter dem Namen Gamboa bekannt ist und sich unmittelbar unter dem Plateau befindet, legten in zunehmendem Maße Schiffe an, um nicht die Hafengebühren von Ribeira Grande, dem damaligen Hauptort der Kapverden, zahlen zu müssen. Mit dem wirtschaftlichen Niedergang Ribeira Grandes nahmen die Bedeutung und die Einwohnerzahl Santa Marias zu, das 1770 offiziell zum Hauptort und Verwaltungssitz der Kapverden erklärt wurde.
Ab dem Ende des 18. Jahrhunderts wurde das Plateau im Kolonialstil mit schnurgeraden Straßen bebaut, wobei man im Süden um die heutige Praça Afonso de Albuquerque begann. Die Rechte einer Stadt (cidade) wurden dem Ort 1858 verliehen, bis dahin galt er als Vila, was wörtlich übersetzt ‚Kleinstadt‘ bedeutet.
Zu Beginn der 1920er Jahre zählte Praia 21.000 Einwohner. Nachdem das Elektrizitätswerk als erstes der Kapverden 1927 in Praia fertiggestellt worden war, erhielt die Stadt eine elektrische Straßenbeleuchtung.

## Sehenswürdigkeiten

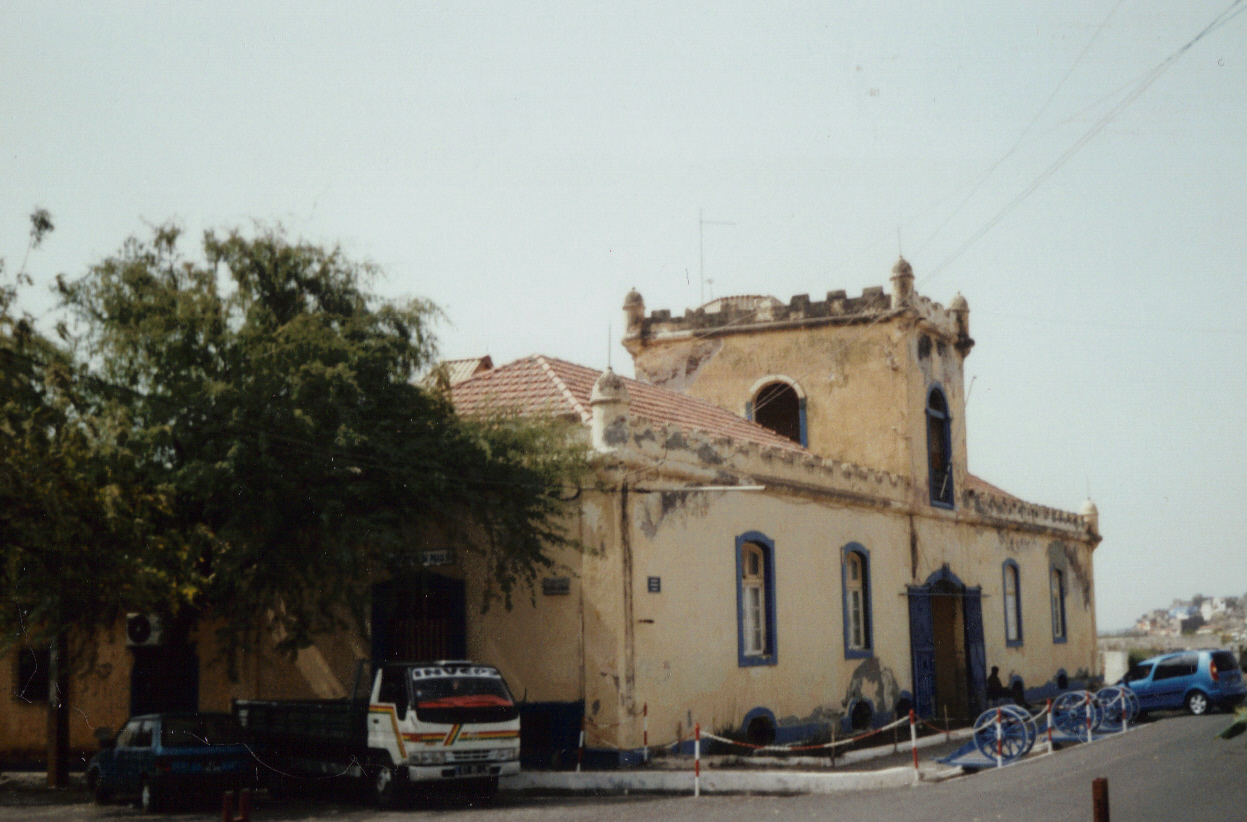
Kaserne Quartel Jaime Mota

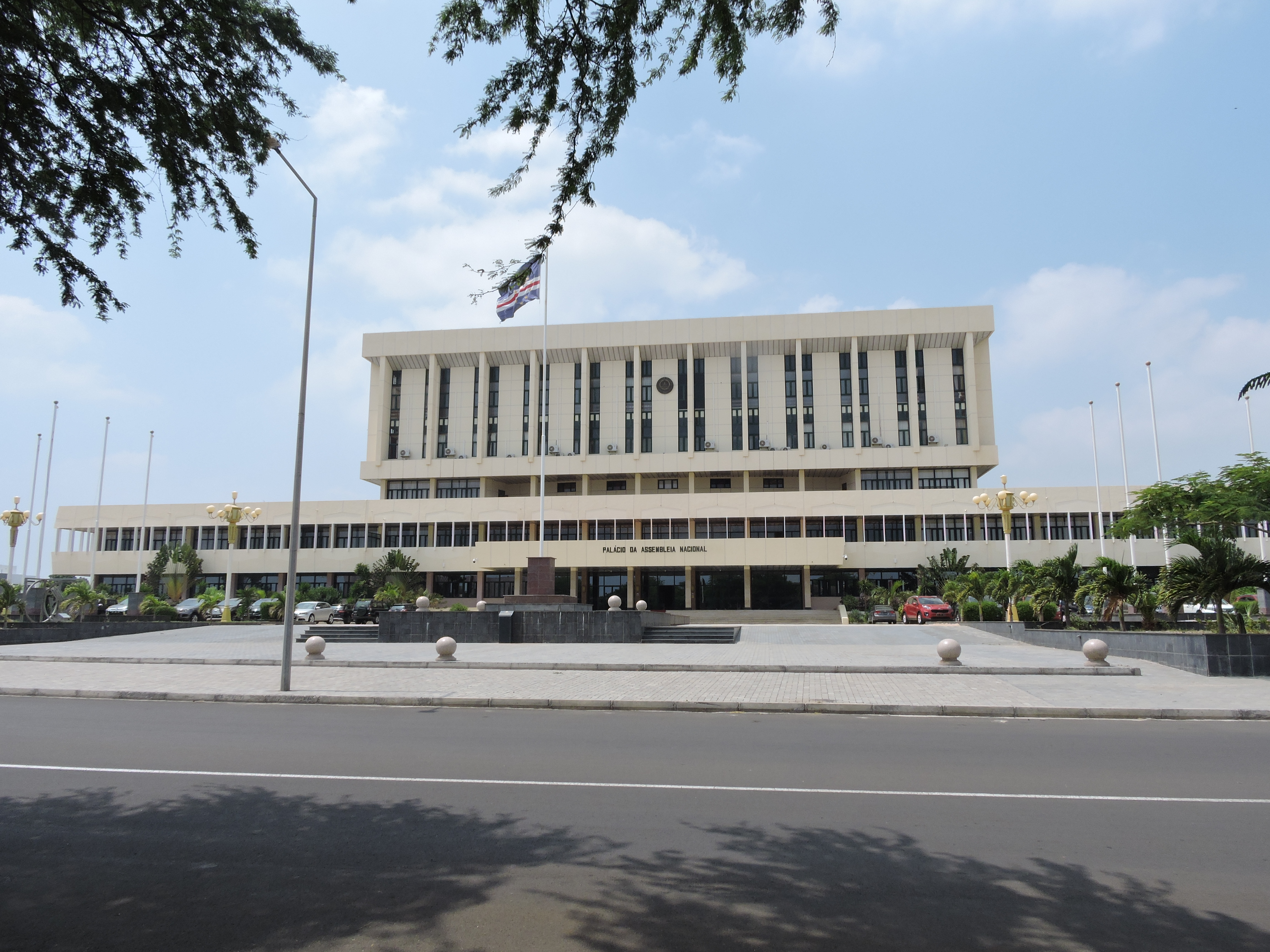
Parlament

- Ein Nationalmuseum ist auf den Kapverdischen Inseln nicht vorhanden. Besuchenswert ist jedoch das in einem alten Herrenhaus in der historischen Altstadt untergebrachte und 1997 gegründete Museu Etnográfico da Praia.
- Eines der ältesten noch erhaltenen Gebäude in Praia ist die 1826 erbaute Kaserne Quartel Jaime Mota im Südosten der Altstadt, vor der noch einige Kanonen zu sehen sind.
- Am ganz im portugiesischen Stil mit einem Pavillon und Blumenbeeten angelegten Hauptplatz sind das Rathaus (Câmara Municipal) und die Hauptkirche der Stadt sehenswert.
- Die Biblioteca Nacional de Cabo Verde befindet sich gegenüber dem Nationalstadion Estádio da Várzea.

## Wirtschaft & Infrastruktur

### Wirtschaft
In der Stadt befindet sich die nationale Wertpapierbörse - die Bolsa de Valores de Cabo Verde. Praia verfügt auch über Fischereiindustrie. 

### Verkehr
Der Ort verfügt über einen Hafen, von dem aus Kaffeebohnen, Zuckerrohr und tropische Früchte verschifft werden und der eine gewisse Bedeutung als Zwischenstation für vorbeifahrende Schiffe hat. Ferner hat Praia (neben Mindelo auf São Vicente) einen gut ausgebauten ÖPNV mit städtischen Buslinien vom Zentrum aus in jeden Stadtteil. In der Nähe befinden sich Badestrände und der Flughafen Praia International Airport.

## Söhne und Töchter der Stadt
- Jorge Barbosa (1902–1971), kapverdischer Schriftsteller
- Paulino do Livramento Évora (1931–2019), Ordensgeistlicher, Bischof von Santiago de Cabo Verde
- José Araújo („Cachupa“, 1933–1992), Widerstandskämpfer und Politiker
- Arménio Vieira (* 1941), kapverdischer Schriftsteller und Journalist
- Cristina Fontes Lima (* 1958), Politikerin und Rechtsanwältin, mehrmalige Ministerin
- José Ulisses de Pina Correia e Silva (* 1962), kapverdischer Premierminister
- Orlando Monteiro (* 1972), são-toméischer Fußballspieler
- Manuel dos Santos Fernandes (* 1974), französisch-kapverdischer Fußballspieler
- Vargas Fernandes (* 1977), kapverdischer Fußballspieler
- Janira Hopffer Almada (* 1978), Rechtsanwältin und Politikerin
- Elvis Manuel Monteiro Macedo (* 1985), kapverdischer Fußballspieler
- Gelson Fernandes (* 1986), Schweizer Fußballspieler
- Odaïr Fortes (* 1987), Fußballspieler
- Cabral (* 1988), Schweizer Fußballspieler
- Kuca Miranda (* 1989), kapverdischer Fußballspieler
- Gelson Martins (* 1995), portugiesischer Fußballspieler
- Albertina Kassoma (* 1996), angolanische Handballspielerin
- Evelise Veiga (* 1996), portugiesische Leichtathletin

## Klimatabelle
|                       | Jan  | Feb  | Mär  | Apr  | Mai  | Jun  | Jul  | Aug  | Sep  | Okt  | Nov  | Dez  |   |      |
| Mittl. Tagesmax. (°C) | 24,8 | 25,0 | 26,1 | 26,4 | 27,1 | 27,9 | 28,0 | 28,6 | 29,7 | 29,2 | 28,0 | 25,6 | ⌀ | 27,2 |
| Mittl. Tagesmin. (°C) | 20,0 | 19,4 | 19,7 | 20,3 | 21,0 | 21,9 | 22,9 | 23,8 | 24,0 | 23,6 | 22,7 | 21,3 | ⌀ | 21,7 |
|                       |      |      |      |      |      |      |      |      |      |      |      |      |   |      |
| Niederschlag (mm)     | 2    | 2    | 0    | 0    | 0    | 0    | 8    | 45   | 105  | 58   | 30   | 10   | Σ | 260  |
|                       |      |      |      |      |      |      |      |      |      |      |      |      |   |      |
| Sonnenstunden (h/d)   | 7,2  | 8,3  | 9,0  | 9,5  | 9,9  | 9,3  | 7,0  | 6,5  | 7,2  | 7,9  | 7,8  | 6,6  | ⌀ | 8    |
|                       |      |      |      |      |      |      |      |      |      |      |      |      |   |      |
| Regentage (d)         | 0    | 0    | 0    | 0    | 0    | 0    | 2    | 5    | 6    | 4    | 1    | 1    | Σ | 19   |
|                       |      |      |      |      |      |      |      |      |      |      |      |      |   |      |
| Wassertemperatur (°C) | 23   | 22   | 22   | 23   | 23   | 24   | 24   | 25   | 26   | 27   | 26   | 24   | ⌀ | 24,1 |
|                       |      |      |      |      |      |      |      |      |      |      |      |      |   |      |
| Luftfeuchtigkeit (%)  | 64   | 62   | 59   | 63   | 65   | 67   | 72   | 74   | 76   | 73   | 68   | 67   | ⌀ | 67,5 |

| 20,0 |

| 19,4 |

| 19,7 |

| 20,3 |

| 21,0 |

| 21,9 |

| 22,9 |

| 23,8 |

| 24,0 |

| 23,6 |

| 22,7 |

| 21,3 |

| 20,0 |

| 19,4 |

| 19,7 |

| 20,3 |

| 21,0 |

| 21,9 |

| 22,9 |

| 23,8 |

| 24,0 |

| 23,6 |

| 22,7 |

| 21,3 |